# 보보 연합 구상
보보 연합 구상(保保連合構想)은 일본에서 자유민주당과 신진당 두 보수 정당의 연립 정권 구상을 말한다.
1996년 일본 내각은 자사사 연립 정권에 의해 구성된 제1차 하시모토 내각이 이끌고 있었다. 하지만 그해 10월 제41회 일본 중의원 의원 총선거에서 연립을 구성하고 있던 사회민주당과 신당 사키가케의 의석수가 크게 줄어들면서 자민당으로선 이 두 정당과의 연립의 필요성이 크게 줄어들었다. 대신 이 선거에서 원내 2당의 지위를 유지한 신진당 보수파와의 연립 구상이 부상했는데 이것이 보보 연합 구상이다.
1980년대 총리를 지냈던 나카소네 야스히로를 필두로 가지야마 세이로쿠, 가메이 시즈카, 히라누마 다케오 등 자민당 의원들과 오자와 이치로, 노다 다케시, 오기 지카게, 고이케 유리코 등 신진당 의원들의 찬동했다.
하지만 자민당 내에서 자사사 연립을 중시하는 노나카 히로무, 가토 고이치, 야마사키 다쿠 등은 보보 연합 구상에 반대했으며 신진당 내에서도 반대론자들이 있었다. 특히 신진당은 1996년 총선에서 정권 교체가 가능할 정도의 의석을 얻지 못한 데다가 오자와의 정치 노선에 대한 내부 반발이 심해 결국 1997년 12월 공중분해되고 만다. 오자와는 이후 자유당을 창당해 야당 공투 노선을 취하다가 1999년부터 자자공 연립 정권을 구성하는데 성공했다. 하지만 2000년 연립에서 이탈하는 문제로 자유당의 일부가 보수당을 구성해 탈당하여 자자공 연립은 자공보 연립으로 바뀌었다. 보수당은 2003년 자민당에 흡수되면서 보보 연합 구상도 현재까지 유지되고 있는 자공 연립 정권으로 계승되었다.